# 韓國對日本媒體的審查
在1998年前，日本的大眾文化在韓國不可完全自由傳播，以保護本土文化。
韓國獨立後，為去除日本影響，限制電影、漫畫、音樂流入，直到1998年金大中總統訪日後才逐步開放。

## 推進背景
在金大中政府執政之前，大韓民國一直強烈限制地面波廣播播放日本電影、電視劇、歌曲等日本文化內容。
1998年10月20日,金大中政府允許播放日本動畫片,宣告了文化開放的開始,到2000年爲止依次開放。
2003年盧武鉉政府進一步擴大開放，使韓國人可以實時收看日本的電視節目。

## 日本語歌詞報道規制
2014年K-POP组合Crayon Pop新歌在韓國廣播公社播放，但由於部分歌詞使用了日文詞彙，而被裁定為不恰當。